# Carrasquillo (Santa Catalina de Mossa)
Carrasquillo es un caserío peruano ubicado en el distrito de Santa Catalina de Mossa, perteneciente a la provincia de Morropón del departamento de Piura, al norte del Perú. 

## Ubicación
Carrasquillo se ubica al noreste de la provincia de Morropón, en el distrito de Santa Catalina de Mossa, en el departamento de Piura.

## Demografía
En 2017 Carrasquillo tenía una población de 110 habitantes.
| Gráfica de evolución demográfica de Carrasquillo entre 1993 y 2017 |
|                                                                    |
| Fuentes: Población 1993 y 2017                                     |